# جون بریج
جون بریج (انگلیسی: Joan Bridge؛ ۱۳ مارس ۱۹۱۲ – ۸ دسامبر ۲۰۰۹) طراح لباس اهل بریتانیا بود.
وی در سی و نهمین دوره جوایز اسکار، بابت فیلم مردی برای تمام فصول، برندهٔ جایزه اسکار بهترین طراحی لباس شد. وی همچنین برای همین فیلم، جایزهٔ بفتا را بُرد.